# Nazario Luque
Nazario Luque Vera (Castilleja del Campo, provincia de Sevilla, 3 de enero de 1944), conocido por Nazario, como firma su obra, es un historietista y pintor español, considerado el padre del cómic underground español, y uno de los más destacados del cómic gay, junto a Tom of Finland y Ralf König. Artista contracultural por antonomasia y pieza clave de la movida barcelonesa de los años setenta y ochenta, retrata los bajos fondos de una Barcelona canalla en Anarcoma, su serie más popular. También se ha destacado por "renovar las formas más tópicas de la cultura andaluza."

## Biografía

### Infancia y juventud
En su juventud estudia filosofía y letras en Sevilla. Destinado como Maestro Nacional de adultos en Morón de la Frontera conoce al guitarrista gitano de flamenco, Diego del Gastor, a su familia de artistas y a una corte de hippies californianos que aprenden a tocar la guitarra con él. Nazario se compra una y se une al grupo de aficionados asistiendo a las últimas fiestas que solían dar los señoritos que reunían alrededor de la guitarra de Diego a los últimos monstruos del cante antiguo -Juan Talega, Fernanda y Bernarda, Joselero o Tío Borrico-. Comienza a dibujar historietas inspirado por la revista Mad. Abandona la guitarra y Sevilla.
En el 72 se instala en Barcelona donde dio sus primeros pasos en el mundo del cómic underground fundando el grupo El Rrollo con Farry, Javier Mariscal y Pepichek. Con ellos se traslada a vivir a un piso de la calle Comercio formando una especie de comuna y editando sus propios cómics que distribuyen ellos mismos, hasta que la persecución policial del fanzine de Nazario Piraña Divina provocó la dispersión del grupo, y su vuelta a la Sevilla natal. El Rrollo Enmascarado, Catalina, Paupérrimus, Purita o Nasti de Plasti fueron las mejores obras del grupo. 
«Purita», «San Reprimonio», «Sábado sabadete» o «Los apartamentos la Nave», estarán entre sus primeras obras reunidas en el álbum San Nazario y las Pirañas incorruptas. En estas historias presenta diferentes personajes de los bajos fondos de Barcelona, que se convertirían en constante fuente de inspiración a partir de este momento. Colaboró también en muchas revistas de historieta del resto de Europa: Bazaar, It, Actuel, Oz, Frigidaire, Gai Pied, L'Écho des Savanes, etc. Según Eliseu Trenc, «Los dos valores morales fundamentales instituidos en la sociedad española tradicional, la virginidad femenina y la abstinencia sexual, serán sistemáticamente puestos en ridículo por Nazario en sus primeras obras». El primer cómic de carácter homosexual fue La visita, publicado en 1975.
En 1976, participó con Ceesepe en un libro sobre Lou Reed. El cantante reutilizó la portada del libro (en la carpeta de su álbum Live: Take No Prisoners) sin avisar a Nazario; cuando vio el plagio, el editor de Rock Comix decidió presentar una demanda. El propio Nazario comentó años después, en una entrevista a El Mundo:

El problema es que el caso dependía de la justicia norteamericana y los trámites costaban mucho dinero. Finalmente el editor y yo decidimos dejarlo correr. Cuando el disco se editó en España, la empresa discográfica se abstuvo de reproducir mi dibujo. No fue una cuestión de censura, porque ya se había publicado en 1976 sin problemas. Quizás no se atrevieron porque algunas revistas de música de aquí y del extranjero habían comentado que el dibujo era mío.

En 2000 la Justicia le daría la razón, condenando a la discográfica RCA a abonar al dibujante 4 millones de pesetas.

### En elboom del cómic adulto
En 1980 nace la revista de cómic El Víbora de la que Nazario dibuja la primera portada y donde publicará la mayor parte de sus historietas. Un caso especial en el cómic internacional, puesto que El Víbora era una revista heterosexual y las historias de Nazario, de carácter homosexual e incluso pornográfico, no produjo ningún tipo de escándalo entre sus lectores. Por capítulos la historia «Anarcoma», en la que llevaba trabajando unos años, se convirtió en la figura emblemática de la nueva publicación. Anarcoma, detective travestí —mitad Humphrey Bogart, mitad Lauren Bacall según su autor— sirvió a éste para mover a sus personajes por el mundo canalla de la Barcelona de los 70/80, como hiciera décadas antes Genet con su personaje Divine en Diario de un ladrón. Se publica en la mayoría de los países de Europa y en Canadá y Estados Unidos en donde es censurada. El personaje inspiró una canción al cantante inglés Marc Almond.
Nazario dice cansarse de pintar 'pollas' y las alterna con historias de amores complicados dando así vida a Salomé, en una versión libre de la obra de Oscar Wilde, en la que la figura de Yokanaan es escamoteada; Amantes, basada en un cuento de Pu Songling; una serie de divertidos epigramas griegos con Júpiter, sus disfraces y sus amantes, como protagonistas; un minucioso y sadomasoquista relato del martirio de una santa cristiana; un homenaje al gran artista desaparecido en La hija de Copi o Helena, el monólogo de una mujer que ha dejado de amar a su amante y no sabe cómo confesárselo, con la Plaza Real y un poema de Seferis como fondo. Estas historias se reunieron en el álbum Mujeres Raras ninguneado por editores y público y considerado por el artista como una de sus mejores obras. 
En 1991, junto a otros tres autores (Pere Joan, Javier Mariscal, Alfredo Pons) y al especialista Joan Navarro retiró su colaboración de la exposición "Una Historieta democrática" como protesta por 

la complicidad del Gobierno Español en la Guerra del Golfo y especialmente por la actitud adoptada por el Ministerio de Cultura.

Publica una segunda parte de Anarcoma y a continuación trabaja durante varios años en la realización de otra gran obra y otro gran fracaso editorial: Turandot. Inspirada en la obra teatral de Carlo Gozzi y las diferentes versiones de los libretistas de Puccini o Ferruccio Busoni, el dibujante crea toda una escenografía y vestuario operístico, influidos en una mezcla de barroco chino y barroco religioso andaluz y castiga al final a la orgullosa y castradora princesa matando su objeto de deseo y condenándola a la soledad.
Tras el empacho de chinoiseries arremete de nuevo con delirantes historias sobre diversos arquetipos de homosexuales que se desenvuelven en un bloque de pisos.

### Nuevos intereses
Con Turandot y Alí Babá y los 40 maricones, esta última considerada su obra cúspide, publicada en Makoki, se despide del cómic, que cambia por cuadros con obsesivos autorretratos de su entorno como tema. En sus elaboradas composiciones amontona sus libros, discos, vídeos, objetos personales, flores, amigos y como 'leiv motiv' el paisaje cerrado de la Plaza Real desde su ventana.
Expone cada dos años alternativamente de Madrid y en Barcelona. Exposiciones en 
ARCO o en Sevilla, decenas de colectivas y varias antológicas siendo célebres las realizadas en Cádiz y Sevilla, en Córdoba o Huelva y una gran retrospectiva en el Palacio de la Virreina organizada por el Ayuntamiento de Barcelona.
Realiza además carteles, portadas de discos, (entre ellas el famoso escándalo Lou Reed en el que la discográfica del cantante pirateó un dibujo suyo para el disco Take no Prisoners, del que tras 20 años de litigios reconocieron su autoría), libros, bocetos para obras de teatro y exposiciones de fotografías. También publicó su primera novela en 2006.
Con un inmenso archivo y la colaboración de amigos que escribieron sus vivencias de los años setenta en Barcelona consiguió, tras grandes esfuerzos, encontrar editor, -no en Barcelona sino en Castellón- para sacar su libro La Barcelona de los 70 vista por Nazario y sus amigos.
Michael Harrison en 2009 y dentro del PROJECT MUSE, publica: The Queer Spaces and Fluid Bodies of Nazario's Anarcoma  Se puede consultar el artículo íntegro
En 2011, la editorial Nova Era, saca  el libro Nazario íntimo, que su amigo Javier Mariscal diseña y coordina en su estudio, sobre el material de la obra que el autor le proporciona.
Es también en ese mismo año, 2011 que el Museo Nacional Centro de Arte Reina Sofía adquiere para su colección permanente las siguientes obras:
Tentación, martirio y triunfo de san Reprimonio virgen y mártir, 1971/72; Sábado, sabadete, 1971/72; El ligue, 1972; Portada del álbum El Rrollo, 1975; Portada del álbum Anarcoma 2, 1987 y su archivo de cómic underground.
El Centro Andaluz de Arte Contemporáneo, adquiere las siguientes obras: Purita braga de jierro, 1973/75, Ojos verdes, sin fecha; Ilustración Feria de Arríl, 1974; Autorretrato con chulo y serpiente, 1974. También deja en depósito durante 5 años, la historia Turandot y el Abecedario para mariquitas.
En noviembre de 2014, en el ZENTSURA AT! -IX Festival contra la censura, de Bilbao- se celebra la exposición 'Nazario y las Santas Inquisiciones'.
En noviembre y diciembre de 2014 la Universidad de Sevilla (CICUS) y el XV Encuentro del Cómic y la Ilustración de Sevilla, reeditan la obra Turandot como catálogo de la exposición 'Turandot de Nazario'.
En el año 2015 realiza la exposición Conjunta Alejandro-Nazario en la galería Ignacio de Lassaletta de Barcelona.
En julio de 2016 expone su obra en Córdoba, Nazario en Córdoba de 1990 a 2016, en la Sala de exposiciones Vimcorsa
En 2016 publica su libro autobiográfico: La vida cotidiana del dibujante underground (289 págs) en la editorial Anagrama de Barcelona, al que siguió Sevilla y la casa de las pirañas publicado en la misma editorial.  
En 2016 también publica la tercera parte de las aventuras de Anarcoma como obra literaria: Nuevas aventuras de Anarcoma y el robot XM2, (249 págs) en la editorial Laertes de Barcelona.
En 2018 y dentro del Festival Internacional de la Historieta de Angulema, Anarcoma de Nazario está nominada en la categoría patrimonio, que premia una obra considerada de categoría mundial.

## Vida personal
Estuvo relacionado con el pintor José Pérez Ocaña, junto al que participó en un documental de Ventura Pons sobre la vida de éste titulado Ocaña, retrato intermitente. Tras la muerte de Ocaña, le dedicó su trabajo titulado La Gloriosa Asunción de Ocaña al Reino de los Chulos.
El escultor Alejandro Molina, pareja de Nazario durante 35 años, muere el 30 de septiembre de 2014. Antes de su muerte contrajeron matrimonio.

## Temática
Su erotismo homosexual y su exploración atrevida de los tabúes entonces en boga lo equiparaban a Pedro Almodóvar. A menudo crudas y sórdidas, expresivas y barrocas, sus historietas sacan provecho de las diferencias entre el esmero del dibujo y detalles grotescos (sexos sobredimensionados, caras gesteras). Pueden caber una gran potencialidad subversiva: así es como Anarcoma 2 (publicado en Bélgica bajo el título Cultes) imagina una orden militar que rapta y tortura a homosexuales, travestidos y transexuales para ponerlos en cintura. De esta forma, adjetivos como agitador, transgresor, polémico o provocador son bastante habituales al referirse a su obra.
Para Salvador Vázquez de Parga, la maestría de Nazario radica en su capacidad de «entresacar los diálogos más significativos, los tipos más interesantes, mezclarlo todo y contar una historia».

## Estilo
Para especialistas como Francisca Lladó, el análisis de su lenguaje y su discurso sintagmático es poco relevante, "ya que el objetivo fundamental de este autor no consiste en enriquecer el lenguaje del cómic, sino simplemente servirse de él para poder dibujar aquello que quiere". Tan sólo menciona, como características generales:
- La estructuración de la página en tercios equivalentes.
- El uso del plano general para dar una visión del ambiente y del plano medio para poder describir a los personajes.[26]

En cuanto a su estilo gráfico, debe señalarse la influencia sucesiva de las historias de aventuras españolas, la revista Mad y el cómic underground estadounidense, en concreto Robert Crumb y Gilbert Shelton.

## Premios
- Guardons Ramblista d'Honor 2014 a Nazario por Amics de la Rambla.[27]
- Medalla de Oro al Mérito en las Bellas Artes 2010, concedido a Nazario en el año 2011.[28]
- Premi RAMBLA d’Arts Plàstiques a NAZARIO. Barcelona. 2010.[29]
- Premio Pablo Ruiz Picasso de la Junta Andalucía a la mejor trayectoria en el ámbito de las Artes Plásticas -2009.[30]
- Gran Premi Saló Internacional del Cómic de Barcelona al 2001.
- Premi a la millor creació de Vestuari per els seus dissenys de BRAGUETES otorgado por la Crítica Teatral de Barcelona. 1992/1993.
- Aplaudiment del Jurat del Premi Sebastià Gasch per "Una aportació irònica i una aproximació al còmic del vestuari del music-hall en el l'espectacle Braguetes". 1993.
- Premio al Mejor guionista en La 3º Semana de la Historieta de Madrid. 1986.

## Sobre su obra
- La sexualite dans la Bande Desinée "underground" Barcelonaise (Média et représentatión dans le monde hispanique au XX siècle). Eliseu Trenc Ballester. Université de Rennes II (05-1987)
- La Bande Desinée de Nazario:"Tentación, martirio y triunfo de San Reprimonio, virgén y mártir", une hagiographie parodique invertie. Eliseu Trenc Ballester. "Uncitation et détournement", Les Séminaires de Grimia-3, Publication du Grimh/Grimia, Unviversité Lumière-Lyon 2, Lyon (2002, págs. 43-60)
- "La verdadera historia del superguerrero del antifaz, la superpura condesita y el superman Ali-Khan", cómic underground de Nazario. Une parodie décapante du tebeo franquiste. (L'histoire irrespectueuse. Humor et sarcasme dans la fiction historique (Espagne, Portugal et Amérique Latine). Ëditions du Conseil Scientifique de L'Université Charles-de-Gaulle-Lille 3. (2004 págs 129-136)
- "Le coprs transesthetique Chez Naxario". Viviane Alary. Université Blaise Pascal U.F.R-Clermont-Ferrand.

## Obra
- La Piraña Divina, Autoedición clandestina 1975, (16 págs dobles, B/N.) 2ª Edición "pirata" fotocopiada. Madrid 1976. 3ª Edición Internacional Free Press 1977.
- San Reprimonio y las Pirañas. Rock Comix Internacional (60 págs, B/N)
- Nazario: Historietas. Obra completa, 1975-1980. Ediciones La Cúpula, 1981 (88 págs, B/N)
- Anarcoma, Ediciones La Cúpula, Barcelona 1983. (68 págs, Color, 5 Reediciones). Edición en inglés, Catalan Communications, Nueva York 1983. Edición en francés, Artefact, París 1983. Edición en alemán, Nur Für Erwachsene, Frankfurt 1983. Edición en italiano, Frigidaire 1987.
- Anarcoma 2, Ediciones La Cúpula, Barcelona 1986. (68 págs, Color. 2 Reediciones). Edición para los Países Bajos, Loempia bajo el nombre "Cultus" 1991.
- Mujeres raras, Ediciones La Cúpula, Barcelona 1987, (84 págs, Color)
- Turandot, Ediciones B, S.A. Barcelona 1993 (52 págs, Color)
- Alí Babá y los 40 maricones, Ediciones La Cúpula, Barcelona 1993, (68 págs, B/N.)
- Plaza Real Safari, Ediciones Vosa S.L. Madrid 1995. Edición en catalán Oikos-Tau S.L. 1998, Barcelona. Reedición en castellano, La Tempestad, Barcelona 2006.
- Incunables, Editorial Oikos-Tau S.L. Vilassar de Mar, Barcelona 1998 (88 Págs, Color)
- San Nazario y Las Pirañas Incorruptas, Obra Completa de Nazario de 1970 a 1980, Ediciones La Cúpula,2001 (180 págs, B/N.)
- La Barcelona de los años 70 vista por Nazario y sus amigos, Ellago Ediciones, 2004. (252 págs, Color)   Reedición en colaboración Editorial Ellago y Ayuntamiento de Barcelona, 2010.
- Nazario íntimo, Editorial Nova Era, Barcelona. 2011. (200 págs, Color)
- Turandot, CICUS Universidad de Sevilla Reedición como catálogo de la exposición Turandot de Nazario realizada en Sevilla. 2014 (52 págs, Color)
- La vida cotidiana del dibujante underground, Editorial Anagrama. 2016 (284 págs, B/N y 16 págs, Color)
- Nuevas aventuras de Anarcoma y el robot XM2, Editorial Laertes. 2016 (249 págs, B/N)
- Integral Anarcoma de Nazario, Editorial La Cúpula. 2017 (164 págs Color)